# Индийская кровельная черепаха
Индийская кровельная черепаха (лат. Pangshura tecta) — вид черепах семейства азиатские пресноводные черепахи.
Панцирь длиной до 40 см, киль на спине зубчатый, особенно выделяется направленный назад зубец на третьем позвоночном щитке. Окраска: зеленовато-бурый карапакс с ярко-красными пятнами на хребте, вокруг пятен чёрная оторочка, а по краю щита светло-жёлтая каёмка. Брюхо красновато-жёлтое с чёткими фигурными пятнами чёрного цвета. Бока головы и затылок украшены карминно-красными пятнами, а вдоль шеи жёлтые продольные полоски.
Эта черепаха живёт в Пакистане и в Индии — бассейн Инда, Ганга и Брахмапутры. Она предпочитает водоёмы с чистой глубокой водой, ныряет и плавает превосходно, в то же время часто путешествует по берегу в поисках пищи. Питается водной и наземной растительностью, а также мелкими водными животными.